# Laura Gemser

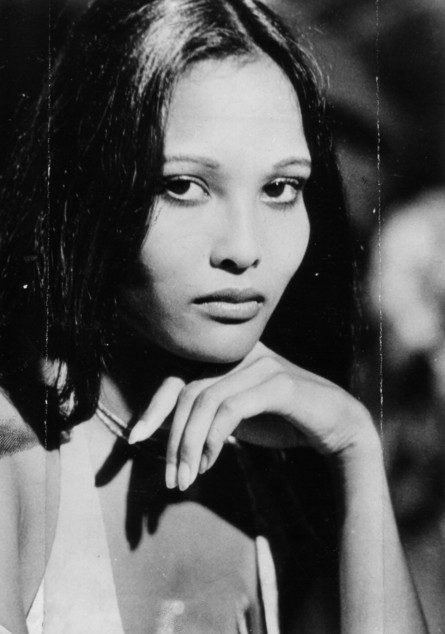
Laura Gemser (1970)

Laurette „Laura“ Marcia Gemser (anhörenⓘ * 5. Oktober 1950 in Surabaya, Java) ist eine italienische Schauspielerin niederländisch-indonesischer Herkunft, die als Darstellerin in Softporno-Filmen bekannt wurde. Sie gilt als Ikone des Softpornos der 1970er Jahre. Seit Mitte der 1980er Jahre arbeitet sie als Kostümdesignerin.

## Leben
Sie wurde als Tochter einer Indonesierin und eines Niederländers auf Java geboren. Mit vier Jahren zog sie mit ihren Eltern in die Niederlande, wo sich die Familie in Utrecht niederließ. Nach Abschluss der Schule absolvierte sie dort die Artibus Art School mit Schwerpunkt Modedesign. Daneben arbeitete sie auch unter dem Namen Laurette Marcia Gemser als Fotomodell. Ihre ersten Aktfotos erschienen in einer belgischen Wochenzeitung, als sie erst 14 Jahre alt war.

### 1970er-Jahre
Nachdem sich Gemser zunächst in den Niederlanden und Belgien für einige Magazine hatte ablichten lassen, boten ihr italienische Filmproduzenten über ihre Modelagentur (Pierre Eggermonts Models Office) eine Filmrolle an. Obwohl sie keine Schauspielausbildung besaß, gab sie 1974 in der Rolle einer exotischen Inselschönheit in dem erotischen Abenteuerfilm Amore libero – Free Love (Regie: Pier Ludovico Pavoni) ihr Filmdebüt. Im darauf folgenden Jahr wirkte sie als schlüpfrige Masseuse in dem zweiten Genrebeitrag der französischen Emmanuelle-Filmreihe, Emmanuelle 2 – Garten der Liebe, an der Seite von Sylvia Kristel mit. Die kleine Rolle reichte aus, um sie einem internationalen Publikum bekannt zu machen. Im gleichen Jahr bot Regisseur Bitto Albertini Gemser die Rolle der Black Emanuelle an, einer italienischen Konkurrenzserie zur erfolgreichen Emmanuelle-Reihe. Albertini erschuf mit der Figur der freischaffenden Fotografin, die die Welt auf der Suche nach Bildern und sexuellen Erfahrungen bereist, einen außerordentlich erfolgreichen Kultcharakter. Der Film bedeutete für Gemser den Durchbruch. Zudem lernte sie durch den Exploitationfilm ihren späteren Ehemann, den 18 Jahre älteren Italiener Gabriele Tinti, kennen, als dieser das in Rom ansässige Produktionsbüro besuchte.
Regisseur Joe D’Amato, der sich in den 1970er-Jahren auf Erotik- und Horrorfilme spezialisierte, verpflichtete Gemser für ihren vierten Spielfilm: Voto di castità. Hier arbeitete sie zum ersten Mal an der Seite Tintis. Fortan standen beide in fast allen Filmen gemeinsam vor der Kamera. Die Heirat fand 1976 statt, und Gemser zog nach Italien. D’Amato besetzte sie in den folgenden Jahren in insgesamt 28 Filmen. Er war es auch, der das Konzept von Black Emanuelle (aus rechtlichen Gründen mit nur einem „m“ geschrieben) aufgriff und eng mit Gemser verband. Die Filmverleiher nutzten diesen Umstand, indem sie später die Filme jener Zeit unter alternativen Emanuelle-Titeln in die Kinos brachten, obgleich keinerlei Bezüge vorhanden waren. D’Amato ergänzte seine Arbeiten in der Nachbearbeitung gelegentlich mit Hardcore-Szenen, an denen Gemser sich allerdings nicht beteiligte.
In den 70er-Jahren spielte Laura Gemser in allen Filmen die Hauptrolle oder eine der Hauptrollen, wobei sie sich grundsätzlich in nahezu jedem Film ein- oder mehrmals komplett entkleidete. In ihren Filmen ging es thematisch in der Regel um Erotik und Sex, oft auch um Horror und Gewalt an Frauen. Darüber hinaus konnte sie aber auch Rollen in einigen international bekannten Filmen wie „Zwei außer Rand und Band“ und „Reise der Verdammten“ ergattern. In dieser Art Filme ist sie dann durchwegs bekleidet zu sehen.

### 1980er-Jahre
Versuche, ins seriöse Fach zu wechseln, folgten in den 1980er-Jahren. Neben Action- und Science-Fiction-Filmen spielte Gemser 1983 an der Seite von Michael Landon in dem Fernsehfilm Operation Comeback des Regisseurs Hall Bartlett mit, allerdings unter dem Pseudonym Moira Chen. Diesen Künstlernamen wählte sie auf Geheiß Bartletts, der Gemsers Ruf als Sex-Ikone fürchtete.
Seit Tintis Tod am 12. November 1991 lebt sie zurückgezogen in Italien.

## Filmografie
- 1974: Amore libero – Free Love
- 1975: Emmanuelle 2 – Garten der Liebe (Emmanuelle: L’antivierge)
- 1975: Black Emanuelle (Emanuelle nera)
- 1976: Black Emanuelle 2. Teil (Emanuelle nera: Orient reportage)
- 1976: Black Emanuelle – Stunden wilder Lust (Emanuelle in America)
- 1976: La spiaggia del desiderio
- 1976: Zwei außer Rand und Band (I due superpiedi quasi piatti)
- 1976: Nackte Eva (Eva nera)
- 1976: Velluto nero
- 1976: Reise der Verdammten (Voyage of the Damned)
- 1976: Voto di castità
- 1977: Emanuela – Alle Lüste dieser Welt (Emanuelle – Perché violenza alle donne?)
- 1977: Nackt unter Kannibalen (Emanuelle e gli ultimi cannibali)
- 1977: Die Nonne und das Biest (Suor Emanuelle)
- 1978: Exit 7
- 1978: Sklavenmarkt der weißen Mädchen (La via della prostituzione)
- 1978: Die Frau vom heißen Fluß (La mujer de la tierra caliente)
- 1978: Voglia di donna
- 1979: Zeig mir, wie man’s macht (El periscopio)
- 1979: Collections privées
- 1980: Die Nackte von Sados (I mavri Emmanouella)
- 1980: Prostitution International (International Prostitution: Brigade criminelle)
- 1980: Porno Esotic Love
- 1980: In der Gewalt der Zombies (Le notti erotiche dei morti viventi)
- 1981: Follia omicida
- 1981: Das Schwert des Shogun (The Bushido Blade)
- 1981: Die Todesgöttin des Liebescamps
- 1982: La belva dalla calda pelle
- 1982: Caligola: La storia mai raccontata
- 1982: Laura – Eine Frau geht durch die Hölle (Violenza in un carcere femminile)
- 1982: Söldner des Todes (Horror Safari)
- 1982: Ator – Herr des Feuers (Ator l’invincibile)
- 1982: Frau Doktor kann’s nicht lassen (Pierino aiutante messo comunale… praticamente spione)
- 1983: Operation Comeback (Love Is Forever, Fernsehfilm)
- 1983: Laura II – Revolte im Frauenzuchthaus (Blade Violent – I violenti)
- 1983: Endgame – Das letzte Spiel mit dem Tod (Endgame – Bronx lotta finale)
- 1984: Skipper. Colpo imperfetto (Fernseh-Miniserie, eine Folge)
- 1984: Sklavin für einen Sommer (L’alcova)
- 1985: Die Lust (Il piacere)
- 1986: Skandalöse Emanuelle – Die Lust am Zuschauen (Voglia di guardare)
- 1987: Elf Tage und elf Nächte (Eleven Days, Eleven Nights)
- 1987: Interzone
- 1987: Delizia
- 1988: Top Model
- 1988: Dancing Is My Life (Dirty Love)
- 1988: Riflessi di luce
- 1989: Elf Tage, elf Nächte – Afternoon: Teil 3 (Pomeriggio caldo)
- 1989: Blue Angel Cafe
- 1990: Lizard (Metamorphosis)
- 1990: Troll 3 (Quest for the Mighty Sword)
- 1990: Gefahr aus der Tiefe (Sangue negli abissi)
- 1990: Any Time, Any Play
- 1990: Wallstreet Woman – Für ihre Karriere tut sie ALLES (High Finance Woman)
- 1990: Object of Desire
- 1990: La stanza delle parole
- 1990: Das Testament der Begierde (Eleven Days, Eleven Nights 2)
- 1991: Forbidden Affairs (Passion’s Flower)
- 1992: Una tenera storia